# SIMPLE (protocol missatgeria instantània)
SIMPLE (protocol missatgeria instantània) acrònim de Session Initiation Protocol for Instant Messaging and Presence Leveraging Extensions o protocol d'iniciació de sessió per a missatgeria instantània (IM, RFC 2779) i presència. SIMPLE està basat en SIP (Session Initiation Protocol, RFC 3261) gestionada per l'IETF. SIMPLE és un protocol amb estàndard obert iqual que XMPP.

## Propòsit
SIMPLE soluciona els següents problemes de SIP :
- Registre per a informació de presència i rebre notificacions quan ocorren els events.
- Enviament de missatges curts.
- Gestió de sessions de missatges en temps real entre dos o més participants.

## Descripció tècnica

### Missatgeria instantània
Es defineixen dos modes :
- El mode paginat fa ús del mètode SIP anomenat MESSAGE definit a la recomanació RFC 3428. Aquest mode no estableix cap sessió.
- El mode sessió està definit pel protocol Message Session Relay (recomanacions RFC 4975, RFC 4976). És un protocol de text per intercanviar contingut entre usuaris.

### Presència
Les especificacions SIMPLE es poden dividir en 3 parts :
- El mecanisme del nucli del protocol : inclou mètodes de subscripció, notificació i publicació (recomanacions RFC 6665, RFC 3856, RFC 3903).
- Els documents de presència : codificats en XML i definits en les recomanacions RFC 3863, RFC 4479,, RFC 4480 (RPID), RFC 4481.
- Privacitat, normes i subministrament : definits a  RFC 4745, RFC 5025, RFC 3857 i RFC 3858.